# Heilig Kreuz (Helpsen)
Die Kirche Heilig Kreuz war bis zu ihrer Profanierung im Jahr 2010 die katholische Kirche in Helpsen, einer Gemeinde im Landkreis Schaumburg in Niedersachsen. Sie war zuletzt eine Filialkirche der Pfarrgemeinde St. Joseph in Stadthagen, im damaligen Dekanat Bückeburg des Bistums Hildesheim. Heute ist die nächstliegende katholische Kirche St. Josef im rund sechs Kilometer entfernten Obernkirchen, die katholischen Einwohner von Helpsen gehören jedoch zur Pfarrgemeinde St. Joseph im rund sieben Kilometer entfernten Stadthagen.

## Geschichte
Infolge der Flucht und Vertreibung Deutscher aus Mittel- und Osteuropa 1945–1950 ließen sich auch im seit der Reformation protestantisch geprägten Helpsen wieder Katholiken nieder. 1955 wurde die neuerbaute Heilig-Kreuz-Kirche geweiht. Sie war zunächst eine Filialkirche der Pfarrgemeinde St. Joseph in Stadthagen, später zeitweise aber auch eine selbstständige Pfarrgemeinde, der die 1969 erbaute St.-Bartholomäus-Kirche in Nienstädt als Filialkirche zugeordnet war.
Am 1. September 2008 wurde die Pfarrgemeinde Heilig Kreuz aufgelöst und wieder der Pfarrgemeinde St. Joseph in Stadthagen angeschlossen. Am 20. November 2010 erfolgte die Profanierung der Heilig-Kreuz-Kirche durch Generalvikar Werner Schreer, das Kirchengebäude wurde im November 2011 abgerissen.

## Architektur und Ausstattung
Die Kirche befand sich in rund 59 Meter Höhe über dem Meeresspiegel im rückwärtigen Bereich des Grundstücks Bergkrug 11 (ehemals Helpsen Nr. 28). Sie stand hinter dem an der Straße gelegenen älteren Wohnhaus, das als Pfarrhaus genutzt wurde. Die Heilig-Kreuz-Kirche wurde als Massivbau mit kreuzbekröntem Eingangsturm errichtet.